# Pseudologia phantastica
Pseudologia phantastica neboli mýtomanie, též pseudologie nebo  dysmnézie (česky též bájivá či chorobná lhavost) je porucha, kdy mýtoman, na rozdíl od různých podvodníků, nelže ze zištnosti nebo s úmyslem někomu uškodit. Jeho hlavní motiv je získání takové pozornosti a respektu, jaké by podle jeho názoru nikdy nepoznal, kdyby se spolehl na své „obyčejné a nezajímavé“ já. Trpí nedostatkem sebevědomí a vymýšlení historek, v nichž hraje hlavní roli, se pro něj stává drogou, bez níž se neobejde.